# 納謝爾斯克
納謝爾斯克（波蘭語：Nasielsk）是波蘭的城鎮，位於該國東北部，距離首都華沙50公里，由馬佐夫舍省負責管轄，始建於十一世紀，面積12.67平方公里，2006年人口7,364。第二次世界大戰期間，納粹德國在1939年9月至1945年1月期間佔領該鎮。

## 外部連結
- Jewish Community in Nasielsk （页面存档备份，存于） on Virtual Shtetl